# Перифраза
Перифраза или циркумлокуција (грч. περίφρασις, periphrasis, peri — о, око; phrasis — говор, израз; лат. circumlocutio — описивање) је стилска фигура која настаје када се неки појам не именује директно већ се објашњава описно користећи нека његова битна обележја по којима је препознатљив. Може се састојати само од једне речи, али се чешће састоји од више речи или реченица. Перифраза је свака дефиниција и околишно изражавање.
У неком контексту, перифраза може постати и еуфемизмом и сличним фигурама. Припада фигурама мисли. Не треба је мешати са парафразом.

## Употреба
Помоћу перифразе се с једне стране избегава понављање, а с друге обогаћује и украшава израз. Основно је стилско средство у загонеткама, а честа је и у пословицама и изрекама, као и у усменој поезији. Супротно томе, у новинарству она често ствара клишее (нпр. седма уметност уместо филм). У енигматици је неопходна приликом састављања укрштеница (грчка богиња љубави за Афродиту). Она је творбено правило за енциклопедије и речнике.

## Историјат
Перифразом се појачава стил, посебно у реторици, те се често назива реторичком метафором. Дефинише је још Квинтилијан као фигуру која са више речи изражава оно што се једном речи назначује. Једна је од основних одлика староисландске поезије где се јавља у виду кенинга, метафоричне перифразе најчешће митолошког порекла (нпр. Фрејине сузе је кенинг који значи злато). Она је један од главних елемената патетичности или хиперболичности. Нарочито је честа у бароку и класицизму. Француска мода прециозности у 17. веку развила је перифразу до крајности што је описао Молијер у комедијама Смешне прециозе и Учене жене. У Шпанији перифразу користи Гонгора, у правцу који је по њему добио име гонгоризам, али је најчешће неодвојива од метафоре и других стилских фигура. Сличан правац који такође обилује кићеним стилом и перифразама у Енглеској је био јуфјуизам, а у Италији маринизам.

## Примери

### Из свакодневног говора
- Краљ животиња — лав
- Врх света — Хималаји
- Син Божји — Исус Христ
- Најстарији занат на свету - проституција
- Главни град Србије - Београд

### Из књижевности
Уместо да уговори састанак на пролеће, Раде од Сокола каже:
| „                                                         | Каде, браћо, грозна зима прође, Зима прође, Ђурђев данак дође, Те се гора преођене листом А земљица травом и цвијетом, И запоје тица шеврљуга У питомој покрај Саве драчи, А чује се на планини вуче Опет, браћо, да се састанемо... | ” |
| — српска епска народна песма, „Раде од Сокола и Ашин-бег” | |   |

| „                                        | Кад видиш, онда га не видиш, а кад не видиш, онда га видиш. | ” |
| — српска народна загонетка, решење: мрак |                                                             |   |

## Сличне стилске фигуре
- Адинатон
- Амплификација
- Антономазија
- Еуфемизам
- Литота
- Мејоза
- Метафора
- Метонимија
- Синегдоха
- Хипербола